# Марпел Тауншип (округ Делавар, Пенсільванія)
Марпел Тауншип (англ. Marple Township) — селище (англ. township) в США, в окрузі Делавер штату Пенсільванія. Населення — 24 214 особи (2020).

## Демографія
Згідно з переписом 2010 року, у селищі мешкало 23 428 осіб у 8642 домогосподарствах у складі 6359 родин. Було 8940 помешкань
Расовий склад населення:
| - 89,6 % — білих - 7,0 % — азіатів - 2,1 % — чорних або афроамериканців - 0,1 % — корінних американців |

До двох чи більше рас належало 0,9 %. Частка іспаномовних становила 1,3 % від усіх жителів.
За віковим діапазоном населення розподілялося таким чином: 20,0 % — особи молодші 18 років, 58,4 % — особи у віці 18—64 років, 21,6 % — особи у віці 65 років та старші. Медіана віку мешканця становила 46,7 року. На 100 осіб жіночої статі у селищі припадало 91,5 чоловіків;  на 100 жінок у віці від 18 років та старших — 88,4 чоловіків також старших 18 років.
Середній дохід на одне домашнє господарство  становив 100 669 доларів США (медіана — 78 365), а середній дохід на одну сім'ю — 116 927 доларів (медіана — 97 015). Медіана доходів становила 64 565 доларів для чоловіків та 46 641 долар для жінок. За межею бідності перебувало 4,4 % осіб, у тому числі 5,2 % дітей у віці до 18 років та 5,2 % осіб у віці 65 років та старших.
Цивільне працевлаштоване населення становило 11 540 осіб. Основні галузі зайнятості: освіта, охорона здоров'я та соціальна допомога — 26,8 %, науковці, спеціалісти, менеджери — 11,7 %, роздрібна торгівля — 11,3 %.